# Johann Wilhelm Kretschmann
Johann Wilhelm Kretschmann (* 1702; † 1758) war Bezirksarzt der Landeshauptmannschaft Hof, Bürgermeister der Stadt Hof und Hochfürstlich-Brandenburgischer Bergrat. Er wurde bekannt als Verfasser des Standardwerkes Sammlung zu einer Berg-Historia des Markgraftums Brandenburg-Bayreuth von 1741.
Johann Wilhelm Kretschmann war der Sohn eines Apothekers. Er wuchs auf dem Stelzenhof auf. Mit der Option, die Apotheke des Vaters übernehmen zu können, half er im väterlichen Geschäft mit und erwarb weitere Kenntnisse in Salomons Apotheke in Leipzig. Nach dem Besuch des Hofer Gymnasiums studierte er Pharmazie in Leipzig und Medizin in Erfurt. Nach seinen Studien praktizierte er als Arzt in Hof und wurde 1729 Bezirksarzt der Landeshauptmannschaft Hof. Im Sommer 1731 wurde er Ratsherr und unmittelbar darauf Bürgermeister. Als Familienwappen führte er eine zunehmende Mondsichel, die Helmzier bestand aus einem bärtigen Mann mit gestulpter Mütze, der den nun liegenden Mond des Wappenschildes in der ausgestreckten offenen Hand hielt. 
Aufgrund seiner Kenntnisse der örtlichen, teils aufgegebenen Bergwerke und heimischer Mineralien, die in einer umfangreichen Erzmineraliensammlung zum Ausdruck kamen, ernannte ihn Markgraf Friedrich III. 1737 zum Hochfürstlich-Brandenburgischen Bergrat in Bayreuth. Dieses Amt übte er bis 1740 aus.
Bereits 1741 erschien die Sammlung zu einer Berg-Historia des Markgraftums Brandenburg-Bayreuth. Auf 3240 Seiten ist das Wissen um den Bergbau der Region festgehalten. Darin sind zahlreiche Abschriften alter Dokumente, beginnend im 16. Jahrhundert, enthalten. Das Werk wurde 1992 von Hans Vießmann in einer Kleinauflage in praktikablem Format neugedruckt. Bearbeiter waren Dieter Arzberger, Helmut Heinrich und Friedrich Wilhelm Singer. Das Original in drei Schweinslederbänden befindet sich im Staatsarchiv Bamberg.